# 斯科舍 (紐約州)
斯科舍（英語：Scotia）是位於美國紐約州斯克內克塔迪縣的村。

## 人口
根據2020年美國人口普查的數據，斯科舍的面積為4.63平方千米，當中陸地面積為4.37平方千米，而水域面積為0.25平方千米。當地共有人口7272人，而人口密度為每平方千米1,571人。